# Roland Urban
Roland Urban (29. března 1940, Smržovka – 26. února 2011, Smržovka) byl československý sáňkař německé národnosti. Jeho bratrem byl sáňkař Horst Urban a synovcem sáňkař, kreslíř a ilustrátor Petr Urban.

## Sportovní kariéra
Na IX. ZOH v Innsbrucku 1964 v závodě jednotlivců nebyl klasifikován a v závodě dvojic skončil na 12. místě (s bratrem Horstem). Na X. ZOH v Grenoble 1968 skončil v závodě jednotlivců na 27. místě a v závodě dvojic na 12. místě (s bratrem Horstem).